# تاکچی هانپیتا
تاکه‌چی هانپیتا (به ژاپنی: 武市 瑞山 Takechi Hanpeita)، تاکه‌چی سوایزان; ۲۴ اکتبر ۱۸۲۹ – ۳ ژوئیهٔ ۱۸۶۵) سامورایی در قلمروی توسا در دوره باکوماتسو در ژاپن بود.